# Élőlánc Magyarországért
Az Élőlánc Magyarországért magyarországi párt, „ökopártként” az ökológiai politika értékeit képviseli. Létrejötte óta tevékenységével, akcióival, állásfoglalásaival fellépett és több ízben civil összefogást kezdeményezett egyebek közt a genetikailag módosított szervezetek terjedése, a természeti és épített környezet rombolása, számos – köztük budapesti belvárosi – környezetpusztító beruházás, vagy azok terve, a határon átnyúló környezetszennyezések ellen, továbbá a vasútvonalak, a kisiskolák, a közvagyon védelmében – a részvétel, az önrendelkezés és az emberi léptékű gazdaság jegyében. Újra megjelentették a Kisúgót, az 1980-as évek magyar szamizdat folyóiratát.

## Története
Az Élőláncot 2005. október 8-án civilek, köztük az egykori demokratikus ellenzékhez kötődő, illetve különböző zöld civil szervezetekben aktív fiatal értelmiségiek alapították Budapesten. Az ökopárt célja, hogy a politikai döntéshozatalban és végrehajtásban megjelenjék és uralkodóvá váljék a jelen és a jövő nemzedékekért felelős, rendszerszemléletű, a hosszú távú hatásokat és célokat figyelembe vevő szemléletmód.
Az ökopárt 2005. december 10-i közgyűlésén fogadta el a Kishantosi Programot, az Élőlánc 2006-os választási programját. Ennek preambuluma szerint az "Élőlánc Magyarországért az emberhez méltó élet természeti és kulturális feltételeinek védelmére alakult, a közöny és a beletörődés ellen küzd, és azoknak a csatlakozására számít, akik nap mint nap tapasztalják jogaik megcsúfolását, és megelégelték a hatalommal szembeni kiszolgáltatottságukat".

## Az ökopárt elnökségi tagjai2011elejétől
- Ács Sándorné[3] agrármérnök, környezetvédelmi szakmérnök, a Kishantosi Vidékfejlesztési Központ ügyvezetője
- Ertsey Attila[4] építész, a Magyar Építész Kamara alelnöke, egyetemi oktató, a Kós Károly Alapítvány kuratóriumi elnöke
- Lendvai Gábor[5]
- Morva Emília[6]